# 化学疗法
化学疗法（英語：Chemotherapy），简称化疗（Chemo），是用化學合成的药物来治疗疾病，為目前治疗肿瘤及某些自身免疫性疾病的主要手段之一，是透過干擾細胞中的 DNA、RNA 或蛋白質合成來影響癌細胞的生成 （页面存档备份，存于）。不過在治疗中，普遍會為患者帶來明显的恶心及呕吐等副作用，為患者带来不适感。
化疗中应用的可杀灭肿瘤细胞的药物有时被称为细胞毒药物。许多化疗药物是天然的，比如植物，其他则是人工合成的。目前已有超过50种化疗药物，常用的有：表阿霉素、阿霉素、柔红霉素、丝裂霉素、5-氟尿嘧啶等。这些药物经常以不同的强度联合应用。

## 醫療機制
由于癌细胞的增殖比正常细胞快，抗癌药物的作用原理通常是阻断细胞分裂以抑制癌细胞生长，如一些药物可以抑制去氧核醣核酸的复制。
当然，化疗也用于非肿瘤治疗，比如用来杀灭病菌（抗菌化疗）。从这个意义上讲，首先將化疗剂应用於病菌的是保罗·埃利希，他于1909年用含砷化合物治疗梅毒。其他化疗方法还有用于治疗自體免疫性疾病，如多发性硬化症、类风湿性关节炎和抑制器官移植后的排斥反应等。

## 图片

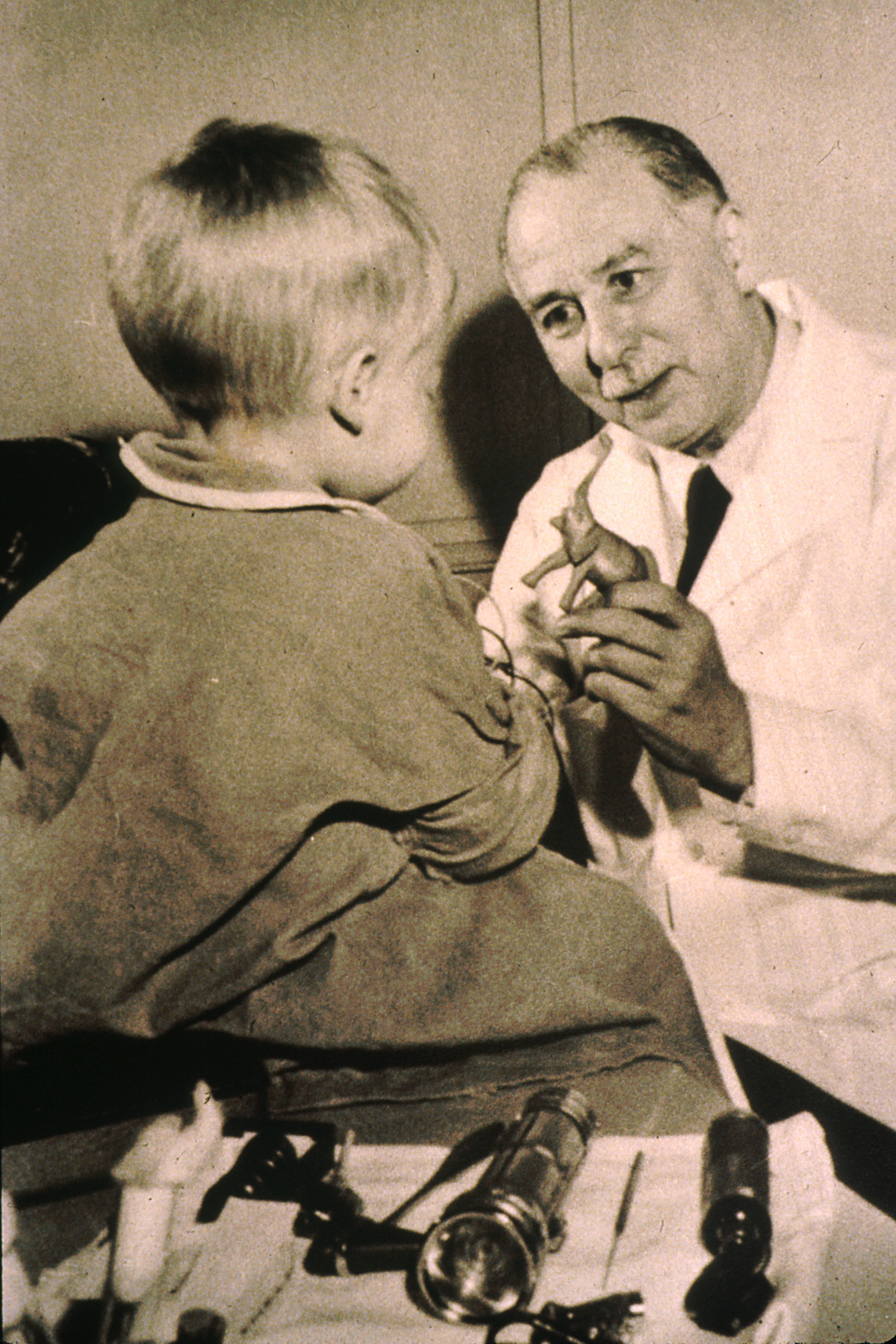
西德尼·法伯，现代化疗之父
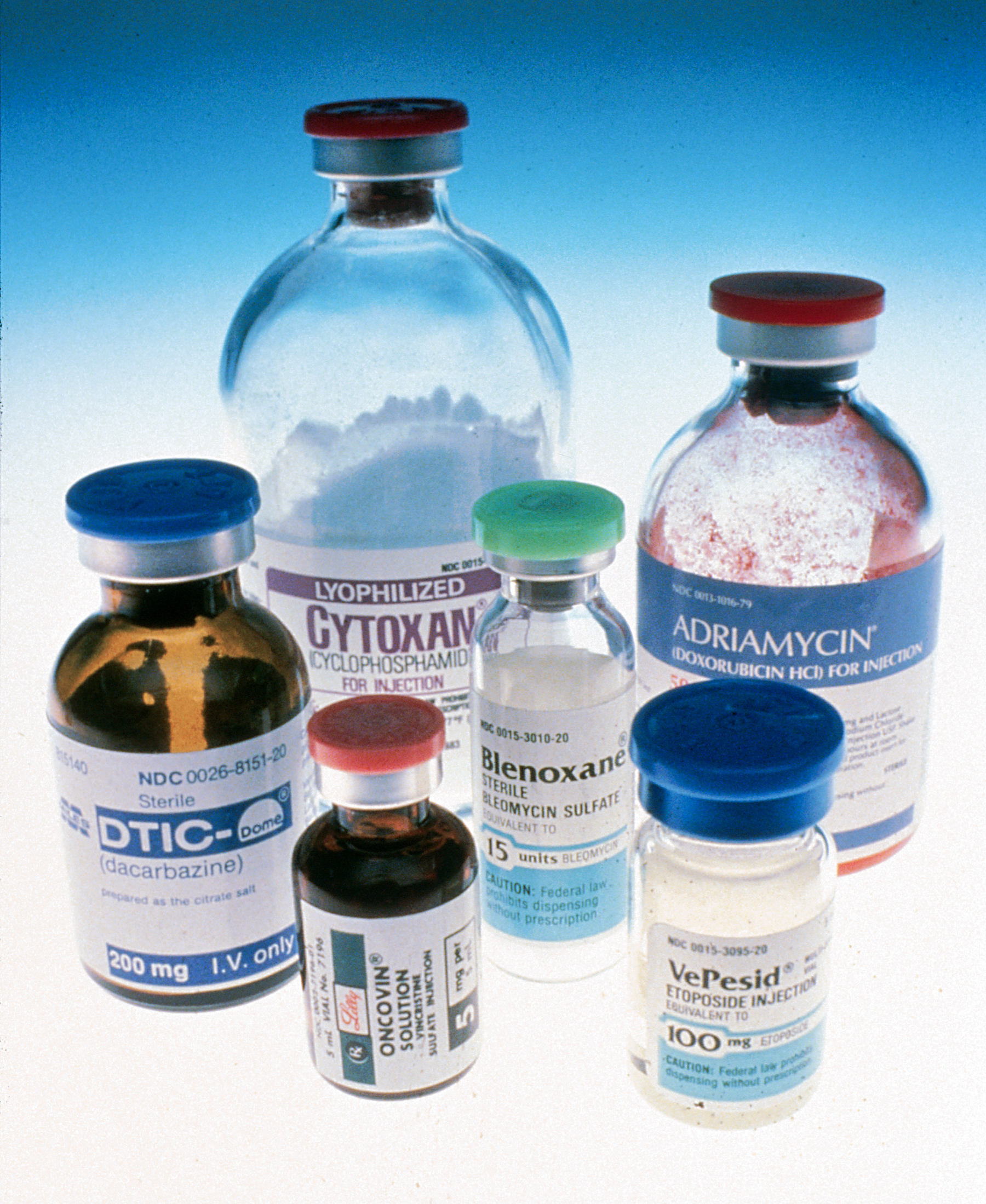
六种化疗药物，从中间顺时针数分别是博来霉素、长春新碱、达卡巴嗪、环磷酰胺、阿黴素、依托泊苷

## 治療策略
| 癌症類型         | 藥物                                                                                             | 縮寫   |
| ---------------- | ------------------------------------------------------------------------------------------------ | ------ |
| 乳癌             | 环磷酰胺（Cyclophosphamide）、氨甲蝶呤（methotrexate）、5-氟尿嘧啶（5-fluorouracil）             | CMF    |
| 乳癌             | 阿黴素（Doxorubicin）、环磷酰胺（cyclophosphamide）                                              | AC     |
| 霍奇金淋巴瘤     | 鹽酸氮芥（Mustine）、长春新碱（vincristine）、甲基芐肼（procarbazine）、泼尼松龙（prednisolone） | MOPP   |
| 霍奇金淋巴瘤     | 阿黴素（Doxorubicin）、博来霉素（bleomycin）、硫酸长春碱（vinblastine）、達卡巴嗪（dacarbazine） | ABVD   |
| 非霍奇金氏淋巴瘤 | Cyclophosphamide、阿黴素（Doxorubicin）、长春新碱（vincristine）、泼尼松龙（prednisolone）       | CHOP   |
| 生殖细胞瘤       | 博来霉素（bleomycin）、依托泊苷（etoposide）、顺铂（cisplatin）                                  | BEP    |
| 胃癌             | 泛艾黴素（Epirubicin）、顺铂（cisplatin）、5-氟尿嘧啶（5-fluorouracil）                          | ECF    |
| 胃癌             | 泛艾黴素（Epirubicin）、顺铂（cisplatin）、卡培他滨（capecitabine）                              | ECX    |
| 膀胱癌           | 氨甲蝶呤（Methotrexate）、长春新碱（vincristine）、阿黴素（doxorubicin）、顺铂（cisplatin）      | MVAC   |
| 肺癌             | 环磷酰胺（Cyclophosphamide）、阿黴素（doxorubicin）、长春新碱（vincristine）                     | CAV    |
| 大腸癌           | 5-氟尿嘧啶（5-fluorouracil）、亞葉酸（folinic acid）、奥沙利铂（oxaliplatin）                    | FOLFOX |

目前有許多化学疗法相關的治療策略。化学疗法的目的可能是治癒疾病，也可能是延長病患壽命或是和缓医疗。
- 誘導化療（Induction chemotherapy）是用化療藥物第一線的治療方式，這種化療目的是為了治癒癌症[3]。
- 化疗结合的综合性治疗方案（Combined modality chemotherapy）是合併利用化療以及其方式來治療癌症，會使用的方式有外科手術、放射線療法及/或高温疗法（英语：hyperthermia therapy）。
- 鞏固性化學治療（Consolidation chemotherapy）是在癌症症狀緩解後進行，為的是延長整體無病時間，提高生存率。鞏固性化學治療會和之前的誘導化療使用相同的藥物[3]。
- 增強性化學治療（Intensification chemotherapy）和鞏固性化學治療一様，但會使用和之前誘導化療時不同的藥物進行治療[3]。
- 聯合化療（Combination chemotherapy）是在病患身上同時使用幾種化療藥物進行治療，這些藥物的原理及副作用都不同，最大的好處是減小只使用一種藥物時會出現的抗藥性，而且藥物使用的劑量也會比較低，降低毒性[3][4]。
- 前導性（英语：Neoadjuvant therapy）化療（Neoadjuvant chemotherapy）是在進行其他局部治療方式（例如手術）之前先進行的化療，其目的是在使腫瘤縮小[3]。若是癌症有高度的微轉移風險，也會進行前導性化療[5]。
- 輔助型化療（Adjuvant chemotherapy）是在放療或是手術後進行，若是治療後癌細胞存在的證據並不充份，但癌症復發率又高，就會進行輔助型化療[3]。輔助型化療也可以殺死擴散到身體其他部位的癌細胞。因此可以用輔助型化療來治療癌細胞的微轉移（英语：micrometastases），也減少這些傳播細胞造成的復發率[6]。
- 術前後化學治療（Perioperative Chemotherapy）：在手術前後皆進行化學治療
- 维持性化疗（Maintenance chemotherapy）是為了讓癌症緩解的效果可以持續，之後重覆進行的低劑量化療[3]
- 救援性化療（Salvage chemotherapy）或姑息性化療（Palliative chemotherapy）的目的不在治癒癌症，而是在減少腫瘤負荷以及延長預期壽命，一般而言，這類的化療方案毒性可能會有比較理想的毒性特徵[3]。

所有化療方案的前提都是病患可以承受治療過程當中不適及副作用。一般會先評估病患的日常體能狀態，來確認病患是否可以進行化療，以及化療的劑量是否要降低。因為在每一次的療程中，腫瘤中只會有部份細胞死亡（fractional kill），因此需重覆進行數次療程，讓腫瘤可以繼續縮小。目前的化療方案是定期的藥物治療，而其頻率以及用藥持續的時間會受到藥物對病患的毒性所限制。

## 外部連結
- Search for chemotherapy trials （页面存档备份，存于）
- American Cancer Society - Chemotherapy